# Irán világörökségi helyszínei
Irán területéről  eddig huszonnyolc helyszín került fel a világörökségi listára, ötvennyolc helyszín a javaslati listán várakozik a felvételre.   
| | Perszepolisz |
| 1979 |              |
| Kulturális (I)(III)(VI) |              |
| Védett terület: 12,5 ha, hivatkozás: 114 |              |
| Perszepolisz, az Akhaimenida Birodalom egykori fővárosa Irán délnyugati részén, Teherántól 650 kilométerre fekszik. Építése i. e. 520 körül kezdődött I. Dareiosz uralkodása alatt. Bár a királynak ekkor már két másik fővárosa is volt, Paszargadai és Szúza, az uralkodó az épületegyüttest nem csak kormánya székhelyéül, hanem reprezentációs célokra is használni kívánta. Az épületegyüttes egy hatalmas, 530 x 330 méteres, félig természetes eredetű, félig mesterséges teraszon épült, és paloták, kincstárak, kaputornyok, egy trónterem, és egy fogadócsarnok tartozott hozzá. Az uralkodó életében csak a palota, a kincstár a fogadócsarnok és az apadána készült el, a híres Százoszlopos Csarnokot csak unokája, Artaxerxész idejében fejezték be. A főbejáratot, amelyet I. Xerxész építtetett, „Népek Kapuja” néven ismerték. A teljes épületkomplexum felépítése csaknem hatvan évig tartott. Nagy Sándor csapatai i. e. 330-ban kirabolták és felgyújtották a palotát. Jelenleg az épületegyüttesből a várost uraló, a hegyeknek támaszkodó kőterasz látható, valamint romos épületelemek. Mostani állapota egy 1971-es újjáépítés eredménye. |              |

| | Csogá Zanbil |
| 1979 |              |
| Kulturális (III)(IV) |              |
| Hivatkozás: 113 |              |
| Csogá Zanbil, az Elámi Birodalom szent városa a délnyugat-iráni Huzesztán tartományban fekszik. A települést az i. e. 13. században alapították, és ekkor itt volt Untas-Napirisa elámi király fővárosa. A város építését nem sokkal az uralkodó halála után befejezték, azonban utódai Szúzába tették át székhelyüket. A település ennek ellenére nem néptelenedett el, hanem körülbelül i. e. 640-ig királyi város maradt, amikor az asszírok elpusztították. Itt található Mezopotámia legnagyobb és legjobb állapotban megmaradt lépcsős temploma, az elámi építészet egyik legfontosabb emléke. Ez a templom, más néven zikkurat jelenlegi állapotában huszonöt méter, a két mára már hiányzó szinttel eredetileg hatvan méter magas lehetett. Szárított agyagtéglából építették, a felső szinteket a feltételezések szerint színes, mázas téglákkal díszítették. A zikkurátot három koncentrikus fal veszi körül, maga a város ezeken a falakon kívül helyezkedett el. Az épület mind a négy oldalánál egy boltíves kapuval induló lépcsőfeljáratot építettek, tetején emelték a legfontosabb elámi isteneknek szentelt templomot, ahova a szertartások idejére fel lehetett menni. Az építmény közvetlen környezetét is szent helynek tartották ahova számos kisebb jelentőségű templomot építettek. |              |

| | Nags-e Dzsahán tér |
| 1979 |                    |
| Kulturális (I)(V)(VI) |                    |
| Hivatkozás: 115 |                    |
| A Meidan-e Imam, eredeti nevén Nags-e Dzsahán tér a Teherántól 350 kilométerre délre fekvő Iszfahán városában a 17. századi perzsa társadalmi és kulturális élet egyik kivételes remekműve. Az 512 x 164 méteres teret I. Abbász perzsa sah parancsára építették és hamarosan a szafavida uralom fővárosának központja lett. Ez a világ egyik legnagyobb tere, mind a négy oldalán egy-egy hatalmas épület emelkedik, amelyeket kétszintes árkádsorok kötnek össze. Eredeti neve Nags-e Dzsahán, „A világ képe” volt, később a Meidan-e Shah, „Sah térnek” nevezték, egészen az 1979-es forradalomig, amióta Meidan-e Imám „Imám térnek” ismerik. A déli oldalon áll a korábban Sah-mecsetnek nevezett Imám-mecset (1612-1630), keleten a Lotfolláh sejk-mecset (1602-1618), nyugaton az Ali kapu-palota (1598), északon pedig a Kajszarijje oszlopcsarnok (1602-1619). Közülük építészetileg legfontosabb a négyejvános Imám-mecset. A tér lovaspóló mérkőzéseknek, csapattoborzásoknak és kivégzéseknek is helyet adott. Az árkádsorokat bazárként hasznosították. Az épületeket és az árkádokat festett kerámialapokkal borították. |                    |

| | Taht-e Szolejmán |
| 2003 |                  |
| Kulturális (I)(II)(III)(IV)(VI) |                  |
| Védett terület: 10 ha, puffer zóna: 7 438 ha, hivatkozás: 1077 |                  |
| Taht-e Szolejmán („Salamon trónja”) Irán északnyugati részén, az Urmia-tótól délnyugatra egy vulkáni hegység egyik völgyében fekszik természetes hőforrások közelében. A világörökségi helyszínhez egy központi zoroasztriánus szentély, egy templom, egy szászánida város és egy ilhanida vadászkastély tartozik. A templom a 6-7. századra datálható. A terület egyedei emléke a több mint két és fél ezer évig tartó zoroasztriánus tűz- és vízkultusznak. A központi szentélyt a 13. században a mongolok részben újjáépítették, új formája egy templomegyüttest, udvarokat, oszlopcsarnokokat, levéltárat, kincstárat és szálláshelyeket foglalt magába. A terület régészeti hagyatékának fontos eleme a még feltáratlan szászánida város, valamint a szentélytől délre a mongol Ilhanida dinasztia 13-14. századból származó szintén feltáratlan vadászkastélyának maradványai. |                  |

| | Bam fellegvára és a környező kultúrtáj |
| 2004, kisebb módosítás: 2007 |                                        |
| Kulturális (I)(III)(IV)(V) |                                        |
| Hivatkozás: 1208 |                                        |
| Bam a Lut-sivatag szélén az Iráni-fennsík déli peremén fekszik. Az Ázsiát átszelő kereskedelmi útvonalak egyik csomópontjában található települést az akhaimenida időkben, valamikor az i. e. 6-4. században alapították. Egy oázis mellett épült fel, vízzel egy föld alatti öntözőrendszerrel látták el, amit az elsők között építettek ki az országban. Történelme során többször is elnéptelenedett, majd 642-ben arabok foglalták el. Virágkorát a 7. és a 10. század között élte, az itt készült jó minőségű szőttesekről volt híres. Bevehetetlennek tartott sárrétegekből készült középkori erődje a 10. században épült. A világörökségi helyszínhez a történelmi városrész tartozik az erőddel, ennek belsejében egykor bazárok, mecsetek, egy karavánszeráj, lakónegyedek és hivatalok álltak. A település egy 2003-as pusztító földrengésben súlyosan károsodott, a történelmi városrész romba dőlt, újjáépítése azóta is (2019) tart. |                                        |

| | Paszargadai |
| 2004 |             |
| Kulturális (I)(II)(III)(IV) |             |
| Védett terület: 159,6 ha, puffer zóna: 7 126,97 ha, hivatkozás: 1106 |             |
| A mai Fársz tartományban fekvő Paszargadai volt az Akhaimenida Birodalom első királyi székhelye, az első nyugat-ázsiai multikulturális birodalom fővárosa. A romvároshoz II. Kürosz mauzóleuma mellett monumentális kapuk, paloták, kertek, egy erődített terasz, egy királyi fogadócsarnok, tűztemplom, oltárok és egy palota maradványai tartoznak. Az 1,6 négyzetkilométeres védett terület az akhaimenida művészet és építészet egyik legjelentősebb alkotása. A várost II. (Nagy) Kürosz parancsára kezdték építeni a Morghab-síkságon, ahol i. e. 550-ben legyőzte Asztüagész méd királyt. Ő rendelte le a hatlépcsős alapon álló, fehér mészkőből készült szögletes, nyeregtetős mauzóleumának építését, de befejezésére csak utóda II. Kambüszész uralkodása alatt került sor. Paszargadai csak rövid ideig volt a birodalom fővárosa, i. e. 520-tól Perszepolisz lett az új székhely és ekkortól Paszargadai fénykora véget ért. |             |

| | Szoltánije |
| 2005 |            |
| Kulturális (II)(III)(IV) |            |
| Védett terület: 790,14 ha, puffer zóna: 349,72 ha, hivatkozás: 1188 |            |
| A Teherántól körülbelül 250 kilométerre északra fekvő Szoltánije a mongolok által alapított Ilhán dinasztia fővárosa volt a 13. és a 14. században. A település kulcsfontosságú emléke az iszlám építészet fejlődésének. Szoltánije fontos kereskedelmi központ volt Ázsia és Európa között, befolyását egészen a 16-17. századig meg tudta őrizni, de ekkortól hanyatlani kezdett. A város legjelentősebb épülete Öldzsejtü ilhanida uralkodó 1302-12 között épített mauzóleuma, a mongol időszak egyik meghatározó építészeti alkotása. A nyolcszögletű mauzóleumot 50 méter magas, türkizkék fajansszal borított, kitámasztás nélküli kupola borítja, ez az iszlám építészet egyik legrégebbi dupla héjú kupolája. Átmérője körülbelül 25 méter, belül stukkó és bonyolult geometrikus mintázat díszíti, kívülről nyolc karcsú minaret veszi körül. Az épületet a Tádzs Mahal egyik előfutárának tartják. |            |

| | Biszotun |
| 2006 |          |
| Kulturális (II)(III) |          |
| Védett terület: 187 ha, puffer zóna: 361 ha, hivatkozás: 1222 |          |
| Biszotun az Iráni-felföldet Mezopotámiával összekötő ősi kereskedelmi útvonal mentén fekszik. A régészeti lelőhely legfontosabb műemléke az a dombormű, amelyet I. Dareiosz perzsa király készíttetett az i. e. 6. században. A monumentális, körülbelül 15 méter magas és 25 méter széles lapos dombormű a győztes uralkodót jeleníti meg, hagyományos perzsa öltözetben, uralkodói fejdísszel. Egy elámi, újbabiloni és óperzsa nyelven írt felirat az uralkodó győztes csatáit sorolja fel, amelyek közül az egyik a közelben zajlott le. A 100 méter magasban faragott domborművön kívül a helyszín további emlékekkel rendelkezik a történelem előtti koroktól kezdve a médek, az akhaimenidák, a szászánidák és az ilhánok koráig. |          |

| | Örmény kolostorok |
| 2008 |                   |
| Kulturális (II)(III)(VI) |                   |
| Védett terület:129,28 ha, puffer zóna: 655 ha, hivatkozás: 1262 |                   |
| Iránban három jelentős örmény kolostor maradt fenn, a Szent Tádé-, a Szent István kolostorok, valamint a Dzorzor-kápolna. Közülük legrégebbi a Szent Tádé-kolostor, ami a 7. századra datálható. A Szent István-kolostor a 9. században épült, a Dzorzor-kápolna építési ideje ismeretlen. Az örmény befolyás délkeleti peremén álló kolostorok fontos kultúrközpontok voltak és nagy vallási jelentőséggel bírtak a környék lakói számára. A kolostorokat többször újjá kellett építeni, a helyreállításokat mindig az örmény kulturális hagyományok figyelembevételével végezték. A világ legrégebbi keresztény kolostorai közé tartozó épületek ma az örmény kultúra fontos emlékei a régióban és az örmény egyház egyik jelentős zarándokhelyei. |                   |

| | Sustar történelmi hidraulikus vízrendszere |
| 2009 |                                            |
| Kulturális (I)(II)(V) |                                            |
| Védett terület: 240,41 ha, puffer zóna: 1 572,2 ha, hivatkozás: 1315 |                                            |
| Sustár vízhálózata már az ókorban is lehetővé tette, hogy félsivatagos területen is település alakuljon ki. A város hidraulikus csatornarendszerét feltehetően az i. e. 5. században építették ki, jelenlegi formája az i. e. 3. századból származik. Egyes részei azóta is változatlan állapotban használatban vannak. A vízrendszer különböző vízmérnöki technikák ötvözete, elámi, mezopotámiai, nabateus, római és szafavida hatás figyelhető meg rajta. Segítségével a Karum folyó vizét hatalmas területekre juttatták el a városba és a környező földekre. Egy föld alatti csatornahálózat a közlekedő edények elve alapján osztotta szét a vizet, az évszázadok alatt a rendszer malmokkal, hidakkal, mesterséges vízesésekkel bővült. A folyó vizét a város két oldalára vezették el, az így kialakult vizesárkokat védelmi célokra is használták, hidakkal, kapukkal egészítették ki. |                                            |

| | Szafi ad-Dín sejk derviskolostora és síremléke |
| 2010 |                                                |
| Kulturális (I)(II)(IV) |                                                |
| Védett terület: 2,13 ha, puffer zóna: 13,06 ha, hivatkozás: 1345 |                                                |
| Szafi al-Dín sejk tiszteletére épített derviskolostor és síremlék Irán északnyugati részén Ardabíl városában található. A Szafavida dinasztia névadója (kb.1252-1334) költő és misztikus volt, a 16. és 18. század között emelt mauzóleuma az iráni síiták egyik legfőbb zarándokhelye. Az épületegyüttes fő részei a központban lévő kupolás épületekből álló családi mauzóleum,a könyvtár, a mecset, az iskola, a ciszterna, a kórház, a konyha és egy ősi tárgyakat bemutató gyűjtemény. A sejk szentélyéhez hét emelten át vezető út a szúfi miszticizmus hét állomását jeleníti meg. A helyszín az iszlám építészet egyik jelentős alkotása, jellegzetes elemei a gazdagon díszített belső terek és homlokzatok. |                                                |

| | Tebriz történelmi bazáregyüttese |
| 2010 |                                  |
| Kulturális (II)(III)(IV) |                                  |
| Védett terület: 28,97 ha, puffer zóna: 75,4 ha, hivatkozás: 1346 |                                  |
| Az Irán északnyugati részén fekvő Tebriz már az ókorban is a különböző kultúrák fontos találkozási pontja volt. Történelmi bazársora az egyik legfontosabb volt a Selyem- és Fűszerúton. Az egykori, fallal körülvett városmag közepén elhelyezkedő bazársor a Közel-Kelet egyik legrégebbi és a világ egyik legnagyobb fedett bazárja. A bazársor egymáshoz kapcsolódó, égetett téglából emelt boltíves utcákból, csarnokokból, udvarokból, egy- vagy kétszintes épületekből és különböző célokból leválasztott helyiségek sorából áll. A bazár amellett hogy kereskedelmi és piaci központ társadalmi és kulturális találkozóhelyként is funkcionál. Első fénykorát a 13. században élte amikor a település a Szafavida Birodalom központja lett. A 16. századtól hanyatlani kezdett, de befolyását egészen a 18, századig meg tudta őrizni. A 18. században két földrengés súlyosan károsította, ma is látható formája egy 1840 és 1860 közötti újjáépítés eredménye. |                                  |

| | Perzsa kertek |
| 2011 |               |
| Kulturális (I)(II)(III)(IV)(VI) |               |
| Védett terület: 716,35 ha, puffer zóna: 9 740 ha, hivatkozás: 1372 |               |
| A helyszín kilenc, Irán különböző részén található eltérő típusú kertből áll, amelyek bemutatják a perzsa kerttervezés fejlődését, valamint a helyi klimatikus viszonyokhoz való alkalmazkodását. A perzsa kertépítészet hagyományai egészen az i. e. 6. századig, Nagy Kürosz uralkodásának idejére nyúlnak vissza. Alapvető formájuk kétezer éven keresztül csaknem változatlan maradt. A perzsa kertek az Édenkertet szimbolizálták, területüket mindig négy részre osztották, ez a Zoroasztrizmus négy fő elemére az égre, a földre, a vízre és a növényekre utal. A víz mindig fontos szerepet játszott bennük, öntözésre és díszítőelemként is használták. A falakkal körbevett, sokszor teraszos területek kialakításakor bonyolult öntözőrendszereket hoztak létre, épületeket, pavilonokat emeltek bennük. Perzsia kertépítészete nagymértékben hatott az indiai és kerttervezésre és még Spanyolországban is éreztette a hatását. Számos korabeli miniatúrán és szőnyegen is megjelennek, valamint irodalmi művekben is olvashatunk róluk. |               |

| | Gonbad-e Kábusz |
| 2012 |                 |
| Kulturális (I)(II)(III)(IV) |                 |
| Védett terület: 1,47 ha, puffer zóna: 17,85 ha, hivatkozás: 1398 |                 |
| Az ország északi részén, Gulisztán tartományban található Gonbad-e Kábusz 53 méter magas tornyát 1006-ban Kábusz Vusmgír Zirájida emír építtette családi temetkezőhelynek a 14. és 15. századi mongol hadjáratok alatt később teljesen elpusztult Gurgán város, az egykor fontos tudományos és művészeti központ közelében. A torony tövében épült ma is létező települést a 20. század elején alapították. A máz nélküli téglákból épület torony alaprajza egy tízágú csillag, amit egy egyszerű kúp alakú tetővel fedtek le. Átmérője a torony tövében 17 méter, közvetlenül a tető alatt viszont már csak 15,5 méter. Oldalán és a tető alatt két kufi írás emlékezik meg az alapító emírről és az építkezés évéről. A torony a korai iszlám téglaépítészet egyik kiemelkedő és technikailag is nehezen megvalósítható alkotása, ami bizonyítja az iszlám világ első ezredforduló körüli matematikai és tudományos fejlettségét. Az épület hamarosan a térség torony-síremlékeinek és az emléktornyainak egyik prototípusa lett, ami az iráni civilizáció és a közép-ázsiai nomádok közötti szoros kulturális kapcsolatokra utal. |                 |

| | Az iszfaháni nagymecset |
| 2012 |                         |
| Kulturális (II) |                         |
| Védett terület: 2,07 ha, puffer zóna: 18,63 ha, hivatkozás: 1397 |                         |
| A 9. században alapított iszfaháni Nagymecset, vagy Péntek-mecset (Dzsama Maszdzsid) a város történelmi központjában mintegy húszezer négyzetméteren terül el. Az épület a legkorábbi fennmaradt Péntek-mecset Iránban és jelenlegi állapotában ötvözi az elmúlt 12 évszázad abbászida, szeldzsuk, ilhánida, timurida és szafavida építészetének jellegzetességeit. A 841-ben elkezdett mecset a szeldzsuk terjeszkedéssel egy időben a közép-ázsiai mecsetek prototípusává vált, ami az egész régióban éreztette hatását. Az épület nagyjából ekkor nyerte el jelenlegi alaprajzát és szerkezetét. Díszítésén nyomon követhető a díszítőművészetek évszázadok során történt változása. A mecset az első iszlám építmény amelyik a szásszánida palotaépítészet jellegzetes elemét a négyejvános elrendezést egy vallási épületen alkalmazta. Kettős héjú, bordás mennyezetű kupolája a legkorábbi ilyen jellegű épületelem az iszlám építészetben. A szeldzsuk kor után is többször kibővítették és átalakították, de alapvetően megőrizte akkori szerkezetét. Ezek a módosítások is magas művészi színvonalat képviselnek. Az elmúlt évszázadok alatt folyamatosan renoválták, nagyobb helyreállítási munkákra egy 1984-es légitámadás után került sor, amit szakszerűen, hagyományos alapanyagokkal és technikákkal végeztek el. Az épület megőrizte eredeti funkcióját, jelenleg is fontos vallási központ. |                         |

| | Golesztán palota |
| 2013 |                  |
| Kulturális (II)(III)(IV) |                  |
| Védett terület: 5,3 ha, puffer zóna: 26,2 ha, hivatkozás: 1422 |                  |
| A Golesztán palota az 1779-ben hatalomra kerülő Kádzsár-dinasztia korának egyik remekműve, az egyik első épület ami egyesíti magában a hagyományos perzsa és a nyugati építészet stíluselemeit. Megfigyelhető benne az európai építési technikáknak korai alkalmazása, mint például az öntöttvasnak tartóelemként való használata. A falakkal körülvett épületegyüttes Teherán történelmi városközpontjában található, és eredetileg egy, a Szafavida-dinasztia korában épült palota többszörösen átépített és kibővített változata. Jelenlegi formáját a 19. században kapta, nem sokkal azután, hogy az uralkodó Teheránba helyezte át a fővárost és ezt a helyet választotta lakóhelynek és politikai központnak is. A nagyméretű kert köré épített palota nyolc elkülöníthető részből áll, ezeknek nagyobb része jelenleg múzeumként üzemel. A 19. században a helyi kortárs művészet egyik központjává vált és nagy hatást gyakorolt az ország 19. század végi és 20. század eleji építészetére. Mai, jól konzervált állapotában helyiségeinek nagy része elvesztette eredeti funkcióját de minimális állami tevékenységet ma is folytatnak benne. |                  |

| | Sor-i-Szoktha, a leégett város |
| 2014 |                                |
| Kulturális (II)(III)(IV) |                                |
| Védett terület: 275 ha, puffer zóna: 2 200 ha, hivatkozás: 1456 |                                |
| Az i. e. 3200 körül alapított és i. e. 1800 körül elnéptelenedett Sor-i-Szoktha vályogtégla romjai az Iráni fennsík bronzkori kereskedelmi útvonalainak csomópontjában fekszenek. A településnek négy virágzó korszaka volt, ezek alatt a város területén belül külön lakónegyedeket, ipari körzeteket és temetőket alakítottak ki. Lakosai feltételezhetően éghajlati változások és a közeli folyómedrek áthelyeződése miatti hagyták el az i. e. 2. évezred vége felé. Az ásatások során a száraz sivatagi éghajlatnak köszönhetően számos jó állapotú lelet került elő, temetkezési helyeket tártak fel, valamint épületek maradványait. Ezekből jól rekonstruálható az átmenet a rézkorból a korai bronzkorba és tanulmányozható a városiasodás folyamata, amelynek során bonyolult társadalom jött létre. A településen komoly ipari tevékenységet folytattak, fémeket dolgoztak fel, kővázákat készítettek, jelentős volt a kőmetszés és az agyagedény-készítés is. Sor-i-Szoktha kiterjedt kulturális kapcsolatokkal rendelkezett és kereskedett az Indus-völgyben, a Perzsa-öböl déli részén, Délnyugat-Iránban és Közép-Ázsiában fekvő településekkel. |                                |

| | Mejmand kultúrtáj |
| 2015 |                   |
| Kulturális (V) |                   |
| Védett terület: 4 953,85 ha, puffer zóna: 7 24,65 ha, hivatkozás: 1423 |                   |
| A Mejmand kultúrtáj egy félsivatagos, többé-kevésbé önellátó terület Irán középső hegyvonulatainak déli végénél. Lakosai félnomád életmódot folytatnak és pásztorkodásból tartják fenn magukat. Korábban évente négyszer hajtották állataikat új helyre, ez mára háromra csökkent. A délen elterülő legelőknél található lakhelyeiket a tél végétől a tavasz végéig használják, itt kétféle lakóházat alakítottak ki. Kör alaprajzú, félig a földbe mélyített, zsúpfedeles házaik, a hideg és szél ellen védenek, másfajta házaik szárított agyag falúak, kúpos tetejűek, és ágakkal fedettek. Az állatok számára épített istállók szerkezete masszív és kőboltozattal rendelkeznek. Nyáron és kora ősszel használt szálláshelyeik időszakos folyók mellett találhatók, ezek a forróság miatt könnyű szerkezetű házak, a függőleges és vízszintes gerendákból álló tetőszerkezetet fűvel borítják. Itt az állatokat éjjelre tető nélküli, fallal körbevett területekre terelik be. A nyári szálláshelyek közelében a kutatók teraszos földművelés és egy vízimalom maradványait azonosították. Télen a puha sziklából kivájt barlangszerű lakásokban laknak, egymás fölött több, időnként öt lakás is található. Ezek egy-hétszobásak, és egyes részeiket raktározásra is használják. Eddig körülbelül négyszáz ilyen lakást azonosítottak, közülük 123 eredeti állapotában maradt meg. |                   |

| | Szúza |
| 2015 |       |
| Kulturális (I)(II)(III)(IV) |       |
| Védett terület: 350 ha, puffer zóna: 600 ha, hivatkozás: 1455 |       |
| Szúza, az ókori Közel-Kelet egyik legrégebbi és legfontosabb városa már az i. e. 5. évezredben is jelentős, feltehetőleg vallási központ volt. Kedvező fekvésének köszönhetően különböző kulturális hatások érték és nemsokára fontos kereskedelmi, adminisztrációs és politikai csomóponttá fejlődött. Szúza egyaránt kapcsolatban volt a mezopotámiai és az Iráni fennsík népeivel is, Elám és az Akhaimenida Birodalom fővárosa volt, ezen kívül fontos találkozási pont a letelepedett városi életmódot folytatott népesség és a nomádok között. A régészeti helyszín feltárása a 19. század közepén kezdődött, az ásatások során eddig 27 településréteget azonosítottak amelyek az i. e. 5. évezred végétől az i. sz. 13. századig datálhatók. Szúza egyike azoknak a feltárt legrégebbi központoknak, ahol az i. e. 5. évezred végén városiasodási folyamat zajlott. 1968 és 1978 között tervszerű ásatásokat folytattak ekkor dokumentálni tudták ennek a letelepedési folyamatnak a menetét és jellegzetességeit. Szúza ma is látható legfontosabb épületmaradványai a lakónegyedek, a kézműves negyed, Dareiosz palotája és az Akropolisz romjai. |       |

| | Lut-sivatag |
| 2016 |             |
| Természeti (VII)(VIII) |             |
| Védett terület: 2 278 015 ha, puffer zóna: 1 794 134 ha, hivatkozás: 1505 |             |
| A helyszínhez az Irán délkeleti részén fekvő Lut sivatag egy 2.279 millió hektáros területe tartozik. A hegyekkel körülvett medencében a hegyek árnyékoló hatása miatt rendkívül kevés a csapadék, ami szélsőségesen forró éghajlattal párosul. A régióban mérték az eddigi legmagasabb hőmérsékletet, 70,7 C fokot. A területre beömlő legnagyobb folyó a Rud-e Shur sós vizet szállít a középső területekre ezért a folyóparton nincs vegetáció ehelyett sókristályok szegélyezik. A sivatagban június és október között élénk északnyugati szél fúj ami felgyorsítja a talajeróziót, kősivatagos területeket és dűnemezőket alakít ki. A keleti és déli részeken fekvő változatos alakú mozgó dűnék a világ legnagyobb ilyen dűnéi közé tartoznak, magasságuk elérheti a 475 métert. Csak a sivatag nyugati része alkalmas emberi megtelepedésre, ez a terület már hétezer éve is lakott volt. Jelenleg 28 faluban élnek emberek, a legnagyobb település lélekszáma 700 fő. |             |

| | Perzsa qanatok |
| 2016 |                |
| Kulturális (III)(IV) |                |
| Hivatkozás: 1506 |                |
| Irán egyes száraz területein ősidők óta qanatok, öntözőrendszerek biztosítják a mezőgazdasági területek és települések vízellátását. Áradások idején a völgyek elején víztározókba gyűjtik a vizet, majd földalatti vezetékrendszeren a gravitáció segítségével juttatják el gyakran több kilométeres távolságra. A vezetékrendszerben lévő vízhez kutak segítésével férnek hozzá és ezekkel oldják meg a rendszer szellőztetését is. A világörökségi helyszínhez tizenegy ilyen ma is jó állapotban lévő, működő öntözőrendszer tartozik, ezek a vezetékekből, a kutakból, a víztározókból, a munkások pihenőhelyeiből és vízimalmokból állnak. A qanatok olyan fontos szerepet játszottak az itt élők életében, hogy az iráni fennsíkon megtelepedő népcsoportokat qanat-civilizációnak is nevezték. |                |

| | Jazd történelmi központja |
| 2017 |                           |
| Kulturális (III)(V) |                           |
| Védett terület: 195,67 ha, puffer zóna: 665,93 ha, hivatkozás: 1544 |                           |
| Jazd városa az Iráni-fennsík közepén helyezkedik el Iszfahántól 270 kilométerre délkeleti irányban, közel az egykori Selyem- és Fűszerúthoz. A település bizonyítéka annak, hogy a kevés erőforrás tudatos hasznosításával a sivatagi éghajlati viszonyok mellett is lehetséges a letelepedés. A város vízellátását úgynevezett qanatokkal oldották meg, amely egy földalatti vízgyűjtő és elosztó rendszer víztározókkal és vízvezetékekkel. Jazd vályogépítészetét elkerülte a modernizáció, ami több hasonló városban elpusztította az ilyen jellegű épületeket, így megmaradtak hagyományos városrészei, házai, a kanatok, a bazárok a zsinagógák és zoroasztrista templomai is. |                           |

| | Fársz tartomány szászánida városai |
| 2018 |                                    |
| Kulturális (II)(III)(V) |                                    |
| Védett terület: 639,3 ha, puffer zóna: 12 715 ha, hivatkozás: 1568 |                                    |
| A világörökségi helyszínhez nyolc régészeti lelőhely tartozik amelyek három csoportba rendeződve Fársz tartomány délkeleti részén találhatók. A három megerősített település Firuzábád, Bisápur és Szarvesztán. A térség i. sz. 224 és 658 között a Szászánida Birodalom fennhatósága alatt állt, a három erődített város palotái, épületei és városszerkezete erre a korra datálhatók. A Szászánida Birodalom megalapítója I. Ardasír Firuzábádot választotta birodalma fővárosának, a városkép és a település alaprajza főleg az ő és utóda I. Sápur idejében alakult ki. A városok építésekor maximálisan kihasználták a környezet adottságait, építészetükön felismerhetőek az akhaimenida és párthus birodalmi építészet hatásai, ezen kívül még római befolyás is, ami az iszlám építészetre is hatott. |                                    |

| | Hürkaniai erdők |
| Azerbajdzsán és Irán közös világörökségi helyszíne |                 |
| 2019, kiterjesztés 2023 |                 |
| Természeti (IX) |                 |
| Védett terület: 129 484,74 ha, puffer zóna: 177 128,79 ha, hivatkozás: 1584 |                 |
| A "Hürkániai erdők" egy egyedülálló erdősáv összefoglaló neve ami 850 kilométer hosszan nyúlik el a Kaszpi-tenger déli partjainál. Ezeknek az erdőknek a története 25-50 millió évre nyúlik vissza, amikor beborították az északi mérsékelt égöv legnagyobb részét. Ezek az ősi erdők a negyedkori eljegesedések idején visszahúzódtak, majd amikor az éghajlat enyhébbé vált, újra terjedésnek indultak. A terület biodiverzitása figyelemre méltó, Irán eddig ismert edényes növényeinek 44%-a megtalálható benne, míg az erdők csak az ország területének csak 7%-át borítják. A térségben eddig 180, a mérsékelt égövi lelőhelyekre jellemző madárfajt azonosítottak, valamint 58 emlősfajt, közülük az ikonikus perzsa leopárdot. A helyszínt 2023-ban Azerbajdzsán déli részén fekvő területekkel egészítették ki. |                 |

| | Transziráni vasút |
| 2021 |                   |
| Kulturális (II)(IV) |                   |
| Védett terület: 5784 ha, puffer zóna: 32 755 ha, hivatkozás: 1585 |                   |
| A Transziráni vasút egy megközelítőleg északkelet-délnyugat irányú vasútvonal amely a Kaszpi-tengert köti össze a Perzsa-öböllel mialatt négy különböző klímaövezeten, folyókon, síkságokon, felföldeken erdőkön és két hegyláncon halad át. Az építkezés a korban nagy volumene és a nehéz terepviszonyok miatt vált ismertté. Az 1394 kilométer hosszú vasútvonal építését 1927-ben kezdték el és 1938-ban fejezték be. Tervezéséhez és megépítéséhez az iráni kormány és negyvenhárom, különböző országokban működő építési vállalkozó sikeres együttműködésére volt szükség. Az építkezéshez kivételes mérnöki szaktudást alkalmaztak, mivel a vasútvonalnak nagy szintkülönbségeket kellett leküzdenie. A síneket egyes szakaszokon hosszú hegyvidéki területeken vezették át, óriási mennyiségű talajt kitermelve. A szintkülönbségek miatt összesen 174 nagyobb és 186 kisebb hidat építettek és 224 alagutat fúrtak. A korai vasútépítésektől eltérően ezt a vasútvonalat nem külföldi tőke segítségével finanszírozták, hanem helyi adókból fizették, ezzel biztosították, hogy helyi ellenőrzés alatt maradjon. |                   |

| | Uranamat kultúrtáj |
| 2021 |                    |
| Kulturális (III) (V) |                    |
| Védett terület: 106 307 ha, puffer zóna: 303 623 ha, hivatkozás: 1647 |                    |
| A távoli, hegyes kultúrtájon a Uranamat nép lakik, egy földművelő-állattenyésztő kurd törzs, amely körülbelül i. e. 3000 óta él ezen e területen. A helyszín a Zagrosz-hegység közepén Kurdisztán és Kermánsáh tartományokban található Irán nyugati határának közelében és két fő részből áll: a középső-keleti völgyből (Zhaverud és Takht Kurdisztán tartományban) és a nyugati völgyből (Lahnun, Kermánsáh tartomány). Az itt élők életmódja a alkalmazkodott a hegyi környezethez. Településeiket meredek lejtőkön építették fel, teraszos földművelési technikákat alkalmaznak és félnomád pásztorkodást folytatnak amelynek során az évszakok változásával összhangban magasabb illetve alacsonyabb területekre költöznek. Az itteni természetes környezetre jellemző a magas biodiverzitás és számos endemikus élőlény jelenléte. A folyamatos emberi megtelepedés bizonyítékai a régészeti feltárások során előkerült kőeszközök, átmeneti és folyamatosan lakott települések, műhelyek, temetők, utak, falvak, kastélyok és egyéb épületek maradványai. A helyszínhez tartozó tizenkét falu illusztrálja azt a folyamatot, amely során az itt élő népcsoportok az évezredek során hogyan alkalmazkodtak a hegyi környezet és a kevés termőföld okozta nehézségekhez. |                    |

| | Perzsa karavánszerájok |
| 2023 |                        |
| Kulturális (II)(III) |                        |
| Védett terület: 27,77 ha, puffer zóna: 3 283,32 ha, hivatkozás: 1668 |                        |
| A karavánszerájok út menti fogadók voltak, menedéket, élelmet és vizet nyújtottak a karavánoknak, a zarándokoknak és más utazóknak. Elhelyezkedésüket elsősorban a víz jelenléte, valamint a földrajzi viszonyok és a biztonsági szempontok határozták meg. A világörökségi helyszínhez tartozó ötvennégy karavánszeráj csak egy kis része annak a számos hasonló épületnek amelyet Irán ősi útjai mentén építettek. Az épületek kiválasztásakor arra törekedtek, hogy a legszebbek és építészetileg a legértékesebbek kerüljenek közéjük. A több ezer kilométeres területen szétszóródott, több száz éves időtartam alatt épült karavánszerájok a klimatikus viszonyokhoz való alkalmazkodás és a felhasznált építőanyagok legváltozatosabb formáit mutatják be és együttesen jelképezik a különböző történelmi korokból származó iráni karavánszerájok rendszerének fejlődését. |                        |

| | Ekbatana |
| 2024 |          |
| Kulturális (II)(III) |          |
| Hivatkozás 1716 |          |
| Ekbatana ősi városának régészeti lelőhelye Irán északnyugati részén található. A majdnem három évezreden keresztül lakott település a Méd Birodalom első fővárosa volt. Fontos kereskedelmi utak mellett épült, a nyugati irányból érkezők számára az Iráni-fennsík kapuja volt. I. e. 700 körül alapították, a médek mellett korábban akkád, később akhaimenida, szeleukida, pártus, szászánida uralom alatt is állt, közben Irán egyik legnagyobb városává fejlődött. A településen különböző vallású, eltérő etnikumhoz tartozó csoportok éltek egymás mellett, ennek bizonyítékai a mecsetek, a keresztény templomok és a zsinagógák. A legrégebbi városrészekben a mai bazár mellett már a 19. század közepén végeztek a kezdetleges ásatásokat, a szisztematikus feltárások 1970-ben kezdődtek és jelenleg is tartanak. |          |

## Javasolt helyszínek
| Név                                                                                             | Kép | Típus      | Kritérium              | Év         | Hiv. |
| ----------------------------------------------------------------------------------------------- | --- | ---------- | ---------------------- | ---------- | ---- |
| Teherán modern építészeti öröksége                                                              |     | kulturális | II, III, IV            | 2021       |      |
| Csega Szofla rituális körzete                                                                   |     | kulturális | I, II, III, IV, VI     | 2021       |      |
| Történelmi városok építészete a Perzsa-öböl északi partvidékén, Siraf, Kong, Laft, Kish, Mokran |     | kulturális | II, III, IV, V, VI     | 2021       |      |
| Kong történelmi kikötője és kultúrtája                                                          |     | kulturális | I, II, III, IV, V, VI  | 2021       |      |
| Irán hosszú életű fái                                                                           |     | természeti | VII, IX                | 2021       |      |
| Ahmád-e Dzsámi mauzóleuma                                                                       |     | kulturális | II, III, IV            | 2021       |      |
| Megváltó-katedrális Iszfahán Új-Julfa negyedében                                                |     | kulturális | II, III, VI            | 2019       |      |
| Valiasr út, Teherán                                                                             |     | kulturális | II, III, IV            | 2019       |      |
| Iráni szélmalmok                                                                                |     | kulturális | I, II, IV, V           | 2017       |      |
| Karaftu természeti és történelmi együttese                                                      |     | vegyes     | II, III, IV, V, VII, X | 2017       |      |
| Reza imám mauzóleuma                                                                            |     | kulturális | I, II, III, IV, VI     | 2017       |      |
| Az Iráni-fennsík textilgyártásának ipari öröksége                                               |     | kulturális | I, II, III, IV         | 2017       |      |
| Irán sódombjai                                                                                  |     | természeti | VII, VIII              | 2017       |      |
| Gorgán nagy fala                                                                                |     | kulturális | I, II, III, IV, V      | 2017       |      |
| Az Iráni-fennsík perzsa házai                                                                   |     | kulturális | II, IV, V, VI          | 2017       |      |
| Teheráni Egyetem                                                                                |     | kulturális | II, VI                 | 2017       |      |
| Selyemút                                                                                        |     | kulturális | I                      | 2008       |      |
| Ize kultúrtáj                                                                                   |     | kulturális | I, II, III, IV, V, VI  | 2008       |      |
| Fársz tartomány Zand-kori épületei                                                              |     | kulturális | VI                     | 2008       |      |
| Kermán                                                                                          |     | kulturális | I, II, III, IV, VI     | 2008       |      |
| Irán történelmi hídjai                                                                          |     | kulturális | I, II, III             | 2008       |      |
| Turán Bioszféra-rezervátum                                                                      |     | természeti | X                      | 2008       |      |
| Hámun-tó                                                                                        |     | természeti | VII, VIII, IX, X       | 2008       |      |
| Harra Rezervátum                                                                                |     | természeti | VII, VIII, IX, X       | 2008       |      |
| Damávand                                                                                        |     | természeti | VII, VIII, IX, X       | 2008       |      |
| Kuh-e Hádzse                                                                                    |     | kulturális | II, III, IV            | 2007       |      |
| Tág-e Bosztán                                                                                   |     | kulturális | I, II, III, IV         | 2007       |      |
| Perszepolisz és a hozzá tartozó fontos épületek (kiterjesztés)                                  |     | kulturális | II, IV, VI             | 2007       |      |
| Fin és Tepe Szialk történelmi-kulturális tengelye                                               |     | kulturális | I, II, III, IV, VI     | 2007       |      |
| Anahita-templom, Kangávar történelmi emlékműve                                                  |     | kulturális | III                    | 2007       |      |
| Mejbod történelmi városa                                                                        |     | kulturális | I, II, III, IV, V      | 2007       |      |
| Sziráf történelmi kikötője                                                                      |     | kulturális | V                      | 2007       |      |
| Kajszarije bazárja, Lár                                                                         |     | kulturális | I, II, III, VI         | 2007       |      |
| Abjáne történelmi falu                                                                          |     | kulturális | II, III, IV            | 2007       |      |
| Basztám és Hargán                                                                               |     | kulturális | II, III, IV            | 2007       |      |
| Dámgán történelmi épületei                                                                      |     | kulturális | II, III, IV, V         | 2007       |      |
| Rámszar kultúrtáj                                                                               |     | vegyes     | III, IV, VII, X        | 2007       |      |
| Tabrizi Kék-mecset                                                                              |     | kulturális | I, II, III, IV         | 2007       |      |
| Tusz kultúrtáj                                                                                  |     | kulturális | III, IV, VI            | 2007       |      |
| Maszule történelmi városa                                                                       |     | kulturális | II, III, IV, V         | 2007       |      |
| Izadhászt épületegyüttese                                                                       |     | kulturális | I, II, III, IV         | 2007       |      |
| Alamut kultúrtáj                                                                                |     | kulturális | II, IV, V, VI          | 2007       |      |
| Zózan                                                                                           |     | kulturális | II, III, IV            | 2007       |      |
| Horramábád völgy                                                                                |     | kulturális | II, III, IV, V         | 2007       |      |
| Dzsiroft                                                                                        |     | kulturális | II, III, V, VI         | 2007       |      |
| Gaznavida–szeldzsuk tengely Khoraszánban                                                        |     | kulturális | I, II, III, IV         | 2007       |      |
| Kesm-sziget                                                                                     |     | természeti | VII, VIII, IX, X       | 2007       |      |
| Araszbárán természetvédelmi terület                                                             |     | természeti | VII, VIII, IX, X       | 2007       |      |
| Szabalán                                                                                        |     | természeti | VII, VIII, IX          | 2007       |      |
| Habr Nemzeti Park és Ruchun Vadrezervátum                                                       |     | természeti | VII, VIII, IX, X       | 2007       |      |
| Aliszadr barlang                                                                                |     | természeti | VII, VIII, IX          | 2007       |      |
| Iszfaháni Imám-mecset                                                                           |     | kulturális |                        | 1997       |      |
| Kaszr-e Sirin történelmi műemlékegyüttese                                                       |     | kulturális | -                      | 1997, 2007 | ,    |
| Firuzábád épületegyüttese                                                                       |     | kulturális | -                      | 1997       |      |
| Sush                                                                                            |     | kulturális | -                      | 1997       |      |
| Nags-e Rosztam és Nags-e Radzsab                                                                |     | kulturális | -                      | 1997       |      |
| Tepe Szialk                                                                                     |     | kulturális | -                      | 1997       |      |